# فرودگاه جنگلداری پریست لیک
 فرودگاه جنگلداری پریست لیک (به انگلیسی: Priest Lake USFS Airport) یک فرودگاه همگانی بهره‌برداری هوایی است که یک باند فرود چمن و شن دارد و طول باند آن ۱۳۴۱ متر است. این فرودگاه در کشور ایالات متحده آمریکا قرار دارد و در ارتفاع ۷۹۶ متری از سطح دریا واقع شده است.